# Wakefield (district)
Wakefield is een district  met de officiële titel van city, in het stedelijk graafschap (metropolitan county) West Yorkshire en telt 345.000 inwoners. De oppervlakte bedraagt 339 km². Hoofdplaats is Wakefield.
Van de bevolking is 15,4% ouder dan 65 jaar. De werkloosheid bedraagt 3,5% van de beroepsbevolking (cijfers volkstelling 2001).

## Plaatsen in district Wakefield
- Castleford
- Wakefield
- Ossett

## Civil parishesin district Wakefield
Ackworth, Badsworth, Chevet, Crigglestone, Crofton, West Yorkshire|Crofton, Darrington, East Hardwick, Featherstone, Havercroft, Havercroft with Cold Hiendley, Hemsworth, Hessle and Hill Top, Huntwick with Foulby and Nostell, Newland with Woodhouse Moor, Normanton, North Elmsall, Notton, Ryhill, Sharlston, Sitlington, South Elmsall, South Hiendley, South Kirkby and Moorthorpe, Thorpe Audlin, Upton, Walton, Warmfield cum Heath, West Bretton, West Hardwick, Wintersett, Woolley.